# Валентин Удев
Валентин Андонов Удев е български футболист на поста десен или централен защитник.

## Биография
Роден на 26 август 1996 годна в град Сандански, България. Той е юноша на Вихрен Сандански, но впоследствие от школата на столичния Локомотив забелязват таланта му и го привличат при тях. Професионалната си кариера Удев започва в родния Сандански в местния отбор Вихрен. Там той играе от 2013 до 2014 година, като записва 10 мача и 1 гол. От 2015 година той отново става част от столичния Локомотив, за които изиграва 13 двубоя, отбелязвайки едно попадение. През лятото на 2016 година от Литекс го привличат като краен защитник, а през 2017 година той игра отново за родния си отбор Вихрен Сандански.